# Melbourne Indoor 1980
Il Melbourne Indoor 1980 è stato un torneo di tennis disputato su superficie di materiale sintetico in stadio coperto con tetto. È stata la 1ª edizione del Melbourne Indoor, che fa parte del Volvo Grand Prix 1980. Si è giocato a Melbourne in Australia dal 20 al 26 ottobre 1980.

## Campioni

### Singolare maschile
Vitas Gerulaitis ha battuto in finale  Peter McNamara con il punteggio di 7–5, 6–3

### Doppio maschile
Fritz Buehning /  Ferdi Taygan hanno battuto in finale  John Sadri /  Tim Wilkison con il punteggio di 6–1, 6–2